# Черепаха великоноса
Черепаха великоноса (Rhinoclemmys nasuta) — вид черепах з роду Носата плямиста черепаха родини Азійські прісноводні черепахи.

## Опис
Загальна довжина карапаксу досягає 19—22 см. Спостерігається статевий диморфізм: самиці більші за самців. Голова невелика. особливістю цієї черепахи є доволі довгий та великий ніс. Карапакс овальної форми, трохи опуклий, з серединним кілем. У дорослих особин карапакс повністю гладенький. Пластрон плаский. На лапах є розвинені плавальні перетинки.
Голова темно—коричнева або чорна. Кремова або жовта смуга йде від кінчика носа до ока, інша смуга йде від ока до шиї, третя — від низу очей до вух, четверта — від кінчика рота до вуха. На нижній щелепі присутні темні вертикальні смужки. Шкіра шиї та лап червонувато—коричнева або жовта. Карпакс чорний або червонувато—коричневий з чорною облямівкою щитків. Пластрон жовтий з великими червонувато—коричневими або чорними плямами на кожному щитку. Перетинка жовта з темними плямами на кожному щитку.

## Спосіб життя
Полюбляє великі річки з швидкою течією. На берег вилазить не часто, тільки щоб відкласти яйця або погрітися. Харчується рослинною їжею.
Самиця у січні—березні відкладає 1—2 еліптичних яйця розміром 67—70x35—39 мм. Але деякі самиці можуть відкладати яйця весь рік. Самиця робить слабко укріплені гнізда, а іноді кладуть яйця в опале листя на землі. Погано розмножуються у неволі.

## Розповсюдження
Мешкає уздовж Тихоокеанського узбережжя західної Колумбії та на північному заході Еквадору поблизу міста Есмеральдас.